# Трегубенко, Андрей Андреевич
Андрей Андреевич Трегубенко (род. 17 июня 1987, Москва, РСФСР, СССР) — российский серийный убийца, каннибал, совершивший вместе с сообщниками 3 убийства с особой жестокостью по религиозным мотивам на территории Карелии, Ленинградской и Московской областях. Дело Трегубенко вызвало широкий  общественный резонанс в России и активно освещалось в СМИ. В 2024 году Андрей Трегубенко был приговорён к пожизненному лишению свободы. Известен под прозвищем «Карельский сатанист». Уголовное дело также известно как «дело супругов-сатанистов».

## Биография

### Жизнь до убийств
Андрей Трегубенко родился 17 июня 1987 года в Москве. Имел младшую сестру Ксению. Детство и юность Трегубенко провел в социально благополучной обстановке. Оба его родителя вели законопослушный образ жизни, не имели проблем с законом и вредных привычек, отрицательно влияющих на быт, здоровье детей и благосостояние семьи в целом. Однако в конце 1990-х годов между родителями Трегубенко произошел конфликт, после чего в 1999 году Трегубенко вместе с отцом покинул Москву и последующие 5 прожил с ним в селе Чёлмужи на территории республики Карелия. После окончания школы в 2004 году Трегубенко вернулся обратно к матери в Москву. Он поступил в один из Московских техникумов, где учился на повара. После окончания техникума Трегубенко некоторое время работал кондитером, кладовщиком, позже — санитаром реанимационного отделения больницы в городе Медынь (Калужская область). В 2008 году был призван в Вооружённые силы Российской Федерации. Службу проходил в одной из воинских частей, расположенных на территории Рязанской области. После демобилизации Трегубенко вернулся в Москву, где в последующие годы зарабатывал на жизнь низкоквалифицированным трудом, сменив несколько профессий. В свободное от работы время Андрей Трегубенко увлекался художественной татуировкой, изобразительным искусством, мотоциклами. В 2013 году он участвовал в масштабном пробеге байкеров «Волна памяти». Кроме этого он увлекался путешествиями, туризмом, музыкой, изучением мёртвых языков и оккультизмом, в частности шаманизмом, сатанизмом и гаданием на картах таро, после чего практиковал обряды, обязательным условием которых были жертвоприношения больших черных петухов. В целях совершенствования он прочитал много книг по данной тематике и различные публикации в сети Интернет. В некоторых ритуалах Трегубенко и его единомышленники использовали свою  кровь, после чего Трегубенко, открыв в себе художественный талант, стал писать картины своей кровью. В середине 2010-х годов Трегубенко пытался примкнуть к крупным религиозным организациям страны, которые использовали сатанинскую символику и претендовали на обладание статусом т.н. «Церкви Сатаны». В этот период в определенных кругах он стал известен под псевдонимом «Cold Void» (Колд Войд) и начал вести бродяжнический образ жизни. Некоторое время он полностью перестал поддерживать социальные контакты с родственниками, по причине чего в октябре 2014 года они объявили его в розыск как без вести пропавшего, но он вскоре был найден. Родственниками и знакомыми Трегубенко характеризовался в целом положительно, хотя они отмечали, что он являлся слабохарактерным человеком, легко поддающимся чьему-либо влиянию.
Весной 2015 года он познакомился с представителями религиозного клуба «Легион тьмы», после чего стал посещать их собрания. Адепты «Легиона тьмы», также известного как «Лига тьмы» и «Церковь тьмы», придерживались идей международной оккультной организации «Орден девяти углов». Андрей Трегубенко вскоре стал одним из самых активных членов этой организации и одним из лидеров московского филиала «Легиона тьмы», членами которой были около 30 выходцев из Москвы и Ярославской области. Трегубенко вскоре стал предлагать руководству организации совершить серию масштабных акций, в том числе убийства в крупных городах России для прославления Сатаны, однако идеи Трегубенко не были приняты, после чего он перестал посещать собрания «Легиона тьмы» и контактировать с членами этой организации. В этот период психическое состояние Трегубенко резко ухудшилось. Он стал употреблять алкогольные напитки и наркотические средства. На одном из собраний «Легиона Тьмы» Трегубенко познакомился с 26-летней Викторией Зайцевой и 28-летней Ольгой Большаковой, известной в кругах оккультистов под псевдонимом «Ольга Варг». В школьные годы Большакова подвергалась физическим нападкам со стороны других детей и имела статус социального изгоя. Будучи в состоянии стресса, в детстве Большакова стала интересоваться миром магии и оккультными науками, которые стали для нее своеобразной формой эскапизма. После окончания школы Ольга Большакова окончила налоговую академию и устроилась на работу в налоговую службу, однако интереса к оккультизму не потеряла. Помимо сатанизма она увлекалась творчеством, имела в одной из социальных сетей  более тысячи друзей и подписчиков, основала закрытое сообщество «Ольга Варг», где выкладывала стихи и прозу собственного сочинения. В 2015 году Трегубенко, Большакова, Зайцева и еще несколько последователей Сатаны приняли участие в нескольких ритуалах, где использовались кровь, ртуть, алкоголь и наркотики. Во время одного из ритуалов все участники этой группы дали клятву убить человека в качестве жертвоприношения. После нескольких недель споров о выборе жертвы, группа распалась, после чего Трегубенко уехал из Москвы в село Челмужи. В этот период он стал близко общаться с Викторией Зайцевой, которая была влюблена в него. Он принимал от нее деньги на наркотики и алкоголь, однако взаимностью Зайцевой так и не ответил. В 2016 году у Трегубенко начались интимные отношения с Ольгой Большаковой, после чего он стал проживать в ее квартире на территории города Балашиха. Вскоре, в мае 2016 года, за месяц до своего 29 дня рождения, Трегубенко по версии следствия предложил Большаковой совершить серию ритуальных убийств.

### Убийства
Первой жертвой стала Виктория Зайцева. Своё решение выбрать в качестве жертвы Зайцеву Андрей Трегубенко аргументировал тем, что девушка была в него влюблена и не откажет ему в совместном времяпровождении. В конце мая 2016 года он предложил Зайцевой съездить в Карелию с целью принять участие в ритуальном убийстве. Трегубенко впоследствии утверждал, что заверил Зайцеву в том, что жертвой будет местный житель села Челмужи, на что она ответила согласием. Для совершения ритуального убийства Трегубенко заранее приобрел наручники и нож, рукоятка которого была сделана из человеческой кости. Идею совершения ритуального убийства полностью поддержала Ольга Большакова. 2 июня 2016 года, за несколько дней до приезда Зайцевой в Карелию, Трегубенко и Большакова уехали из Москвы в село Челмужи, где на протяжении нескольких дней изучали местность, выкопали могилу и соорудили своеобразный алтарь для жертвоприношения. Утром 15 июня Виктория Зайцева собрала рюкзак, приобрела наркотики и выехала из Москвы на поезде в Петрозаводск (Карелия). По приезде в город она села на автобус и утром 16 июня была в селе Челмужи. На территории села ее встретил Андрей Трегубенко, который находился в состоянии алкогольного опьянения. Он провел ее через село по тропинке в лес на берег озера, где их поджидала Ольга Большакова. Забрав у Зайцевой наркотики, Андрей Трегубенко ударом кулака сбил ее с ног, после чего надел на нее наручники и вместе с Большаковой отвел ее к свежевырытой могиле. После прочтения ряда ритуальных заклинаний, Трегубенко убил ножом Зайцеву, перерезав ей горло. После совершения убийства, Трегубенко и Большакова сбросили труп и нож в заранее вырытую могилу, обложили хворостом, подожгли и засыпали землей.  Перед этим Трегубенко отрезал часть мягких тканей с бедра убитой Зайцевой и сварил их в котелке с водой на костре, после чего съел его. На следующий день Трегубенко выложил фотографию в социальной сети «Instagram» в отдельном аккаунте, который он специально  создал для этой поездки. На фотографии был изображен котелок на костре, где варилось человеческое мясо.
После исчезновения Виктория Зайцева была объявлена в розыск. Из свидетельств матери Зайцевой:
Сказала, что на улице познакомилась с каким-то человеком, который вовлек ее в оккультные общества. Стала красить волосы в черный цвет, приоритет в одежде был темным тонам. Дома начала появляться литература, из-за которой периодически возникали скандалы. Уходила в компанию, а возвращалась невменяемая. Собирались где-то в Крылатском и Ясенево. Говорила, что там она "верховная жрица", а в реальной жизни никто. Сказала "я поехала, скоро вернусь". Насколько я поняла, надолго вообще не собиралась ехать. К поездке готовилась долго, предупреждала, что уйдет в поход на несколько дней. С кем и куда идет, скрывала. Но собиралась в этот поход как-то странно. Обычно же берут с собой палатки, провизию, спички, теплые вещи. А она поехала налегке - с собой только рюкзак, с которым ходила обычно. Уехала и больше на связь не выходила - Вика предупреждала, что телефон может не ловить. Когда прошло время, я почувствовала неладное, обратилась в полицию. Сотрудники выяснили, что 15 июня она уехала из Москвы в Петрозаводск, а дальше ее следы терялись.
Через несколько дней после убийства Зайцевой Трегубенко и Ольга Большакова вернулись в Балашиху. Они не соблюдали политику конфиденциальности, вследствие чего о совершении убийства Виктории Зайцевой вскоре рассказали ряду друзей и знакомых, однако к их разоблачению это не привело.
Через 2 месяца, 13 августа 2016 года, Андрей Трегубенко вместе с сообщниками совершил убийство 27-летнего Платона Степанова, известного в кругах оккультистов как «Вильгельм Торквемада», одного из друзей Ольги Большаковой, с которой он познакомился несколько лет назад на фоне общих интересов, связанных с оккультизмом и путешествиями по мистическим местам. За несколько дней до убийства, Большакова предложила Платону Степанову съездить вместе с ее друзьями в Приозерск (Ленинградская область), на что он ответил согласием. В день убийства Степанов приехал в Приозерск на электричке, где его встретила Ольга Большакова, которая проводила его в лес, где она вместе с Трегубенко и другими сообщниками Татьяной Дерюгиной и Александром Перевозчиковым-Хмурым  разбили небольшой лагерь. По пути в лагерь Большакова и ее сообщники совершили на Степанова нападение, в ходе которого избили его и связали руки. Чтобы Степанов не мог сопротивляться и кричать, на голову ему надели балаклаву, заклеили скотчем рот, а в уши воткнули наушники с музыкой. Оказавшись на месте жертвоприношения, Трегубенко и его сообщники положили Степанова на большой камень, который символизировал алтарь, где после прочтения нескольких заклинаний, Андрей Трегубенко нанес Платону Степанову несколько поверхностных ножевых ранений, после чего перерезал ему горло. Часть собранной крови из ран Степанова Трегубенко и его сообщники выпили, а часть вылили  в костер, который горел рядом с местом совершения убийства. Тело жертвы Трегубенко и его сообщники похоронили в неглубокой могиле в районе залива Снежный озера Вуокса. Личные вещи Платона Степанова после убийства сожгли на костре, а нож выбросили в залив. Перед этим Трегубенко вырубил от трупа убитого небольшой кусок грудной клетки с ребром и плотью, которую они сварили и съели.
Третье убийство Андрей Трегубенко  совершил в конце августа 2016 года на территории Балашихи. В ходе банальной ссоры со своим знакомым по имени Владимир Куницын Трегубенко решил его убить и использовать его кровь в ритуальных целях. После того, как Трегубенко зарезал Куницына во дворе многоэтажного дома, он вернулся в квартиру Ольги Большаковой, где они совместно с Татьяной Дерюгиной и Александром Перевозчиковым-Хмурым совершил некий ритуал с кровью убитого, которая осталась на одежде Трегубенко и орудии убийства. На следующий день Ольга Большакова выбросила нож в близлежащий водоем.

### Арест, следствие и суд
Так как слухи о том, что Андрей Трегубенко совершил как минимум 2 убийства, распространялись среди представителей оккультных практик с 2016 года, Трегубенко и Большакова попали в число подозреваемых в причастности к исчезновению Платона Степанова и Виктории Зайцевой. Но при отсутствии тел убитых у представителей правоохранительных органов отсутствовал повод для их задержания. В период с 2017 по 2019 год Ольга Большакова родила Трегубенко 2 детей, однако он в силу деградации личности на фоне алкоголизма имел проблемы с трудоустройством, вследствие чего вынужден был зарабатывать на жизнь сбытом наркотических веществ, которые он приобретал в сети даркнет. Соседями Большакова характеризовалась положительно, а Трегубенко отрицательно, в то время как мать Андрея Трегубенко характеризовала их семью крайне отрицательно. По ее словам, они мало уделяли времени воспитанию детей, а квартире в соответствии с их увлечениями  был соответствующий антураж. Стены комнат в квартире были обклеены обоями черного цвета, в комнатах царил полумрак и дети росли в антисанитарных условиях. Кроме этого в квартире с Трегубенко и Большаковой долгое время проживал бывший сожитель Большаковой — некий Дмитрий. С конца 2020 года сотрудники полиции несколько месяцев прослушивали телефоны Трегубенко и Большаковой, а также читали их переписки в мессенджерах и социальных сетях, после чего нашли повод для их ареста и последующего допроса по поводу причастности к исчезновению Степанова и Зайцевой. В марте 2021 года Трегубенко и Ольга Большакова намеревались доставить в Карелию крупную партию героина и мефедрон. Они были арестованы 2 марта в Балашихе. Первоначально им были предъявлены обвинения по ч. 4 ст. 228.1 УК РФ «Незаконные производство, сбыт или пересылка наркотических средств», предусматривающей наказание от десяти до 20 лет лишения свободы. Уголовное дело по эпизоду распространения наркотиков в Балашихе, возбудил Следственный комитет Карелии. Трегубенко и Большакову этапировали в карельский город Медвежьегорск, в окрестностях которого в 2016 году пропал сигнал мобильного телефона Виктории Зайцевой. На основании этого Трегубенко и Большакову вскоре после ареста перевезли в Петрозаводск и подвергли допросу.
На допросах Трегубенко признал свою вину в сбыте наркотических средств и неожиданно заявил о своей причастности к совершению 3 убийств, после чего дал показания против Ольги Большаковой и других сообщников — Дерюгиной и Перевозчикова-Хмурого. После этого дело было передано в Москву в центральный аппарат СК. Ольга Большакова после ареста на протяжении 4 месяцев настаивала на своей непричастности к убийствам, однако в июле 2021 года признала свою вину. В конце июля того же года Трегубенко и Большакова под конвоем были доставлены в село Челмужи и Приозерск для участия в следственном эксперименте, целью которого было воспроизведение опытным путём действий, обстановки и других обстоятельств, связанных с убийствами Виктории Зайцевой и Платона Степанова. Во время следственных экспериментов Трегубенко и Большакова показали следователям места захоронения тел убитых, вследствие чего их причастность к убийствам была подтверждена. Скелетированные останки после этого были отправлены на ДНК-экспертизу, которая подтвердила, что они принадлежат Зайцевой и Степанову.
Во время следственного эксперимента Ольга Большакова на вопрос следователя о том, что являлось мотивом совершения убийств заявила следующее:
Смысл был в воззвании к темным силам.
После этого в августе 2021 года на основании показаний Трегубенко и Большаковой были арестованы жители Москвы Александр Перевозчиков-Хмурый и Татьяна Дерюгина.
В том же месяце Ольга Большакова заключила с прокуратурой соглашение о признании вины. Она подтвердила факты каннибализма и свое участие в жертвоприношениях, совершенных в Ленинградской области и Карелии. При этом Большакова подчеркнула, что действовала под страхом и давлением Трегубенко. В обмен на снисхождение она обязалась стать ключевым свидетелем обвинения и дать на судебном процессе показания против Андрея Трегубенко>.
В апреле 2022 года Трегубенко, Большакова, Дерюгина и Перевозчиков-Хмурый были этапированы в Государственный национальный центр социальной и судебной психиатрии имени Сербского, где на протяжении последующих двух месяцев с ними работали специалисты. На основании результатов ряда психиатрических экспертиз они были признаны вменяемыми. В этот период центр психиатрии и наркологии посетила правозащитница Ева Меркачева во время проверок ОНК, которой Трегубенко заявил следующее:
Но знаете, это всё ведь давно было. И детей мы родили уже после всего... Я к вере пришел, осознал, что совершил страшное. Это бес попутал. Я всё рассказал, на сотрудничество со следствием пошел. Сейчас хотел бы исповедоваться. Попросите, чтобы отец Владимир, который окормляет это учреждение, зашел ко мне в палату. Пожалуйста. Мне тут не хватает религиозной литературы. Я бы читал и молился
В начале 2023 года по ходатайству адвокатов Большаковой уголовное дело в отношении ее было выделено в отдельное делопроизводство и уголовное наказание ей как заключившей сделку со следствием было назначено в особом порядке без судебного следствия. На единственном судебном заседании Ольга Большакова раскаялась в содеянном, попросила прощения у родственников жертв и суд о снисхождении. Суд посчитал собранную следствием доказательственную базу признал исчерпывающей, после чего 26 сентября 2023 года признал Большакову виновной по всем пунктам обвинения и назначил ей уголовное наказание в виде 14 лет лишения свободы. При вынесении приговора Приозерский горсуд Ленинградской области учёл, что у Ольги Большаковой двое детей и принял во внимание сотрудничество со следствием в деле о ритуальных убийствах. В октябре того же года генпрокуратура передала в Московский областной суд для рассмотрения по существу уголовное дело о убийствах, совершенных Андреем Трегубенко.
Сестра Андрея Трегубенко выразила недовольство приговором Большаковой, заявив, что её брат ни в чём не виноват и находился под влиянием «гражданской жены-наркоманки». Из заявления Ксении Трегубенко:
Оля была ярой сатанисткой, она увлекается этим с 16 лет. У неё три оккультные татуировки. Мой брат влюбился и погряз в этом вслед за ней. Я заметила, что мой брат после встречи с ней тоже стал меняться. Начал мистические фотографии выкладывать. Изменил свой стиль, начал ходить в черном. Появилась эта оккультная атрибутика, символы, которые начали меня напрягать. Он отрекся от семьи, начал выпивать.
Судебный процесс над Андреем Трегубенко, Александром Перевозчиковым-Хмурым и Татьяной Дерюгиной открылся в начале 2024 года. 12 января  показания в суде дали все участники убийств, как трое подсудимых, Александр Перевозчиков-Хмурый, Татьяна Дерюгина и Андрей Трегубенко, так и Большакова, которая на тот момент уже отбывала наказание в Можайской ИК-5. На судебном процессе она по видеоконференцсвязи рассказала о первом ритуальном убийстве. Начиная с 26 января 2024 года, все обвиняемые начали менять свои показания, сваливая вину в совершении убийств друг на друга. Так Александр Перевозчиков-Хмурый заявил, что с Большаковой и Трегубенко он познакомился благодаря Татьяне Дерюгиной. В 2016 году он узнал, что у него были выявлены признаки онкологического заболевания, после чего рассказал это Дерюгиной, а та порекомендовала ему в качестве лечения сатанинский обряд и познакомила с Ольгой Большаковой, которая в свою очередь представила его Андрею Трегубенко. Дальше показания, данные участниками убийств полностью расходились в своем изложении. По версии Перевозчикова-Хмурого, Большакова, Трегубенко и Дерюгина убеждали его принять участие в обряде, но он якобы долго сопротивлялся, так как не верил, что обряд вернет ему здоровье. При этом Перевозчиков-Хмурый утверждал на суде о том, что он до последнего момента не догадывался, что речь идет о убийстве человека. По версии Перевозчикова-Хмурого, он догадался о том, что Платон Степанов будет убит лишь в тот момент, когда Большакова начала перерезать ему горло.
Татьяна Дерюгина в свою очередь заявила, что принять участие в убийстве Александра Перевозчикова-Хмурого убеждала только Большакова, а она сама якобы в убийстве и предварительном избиении Платона Степанова участия не принимала. Большакова и Трегубенко опровергли показания Перевозчикова-Хмурого заявив о том, что именно он первым начал избивать Степанова, а после совершения убийства совместно с остальными пил его кровь. Под давлением этих свидетельств, Перевозчиков-Хмурый впоследствии признал, что был вынужден пить кровь убитого, но не употреблял в пищу его плоть.
Андрей Трегубенко заявил, что инициатором всех убийств была Большакова. Роль Татьяны Дерюгиной по версии Трегубенко являлась минимальной, как и ее бывшего мужа Перевозчикова-Хмурого. На одном из судебных заседаний он признал, что после знакомства с Большаковой и другими сатанистами, организованная ими группа действительно планировала совершать ритуальные убийства. Но потом, он по различным причинам отдалился от друзей и уехал в Карелию, после чего некоторое время проживал на даче, которая была расположена в Наро-Фоминском городском округе. Когда же он вернулся в Москву, он якобы узнал, что какие-то люди угрожали его 11-летней сестре Ксении изнасилованием и последующем убийством. В личных беседах с Зайцевой и Большаковой он якобы  выяснил, что именно они и их приятели угрожали его сестре, после чего он принял решение убить Зайцеву. После совершения убийства, согласно свидетельствам Трегубенко, Ольга Большакова стала шантажировать его. Она якобы заявила ему о том, что сможет гарантировать защиту его родных от своих единоверцев только в том случае, если он совершит еще одно ритуальное убийство, в котором примет участие ее «ученица» Татьяна Дерюгина, после чего он вынужден был убить Степанова.
Трегубенко опроверг показания Перевозчикова-Хмурого о том, что тот не употреблял в пищу плоть Платона Степанова. Он утверждал, что Перевозчиков-Хмурый добровольно и вполне сознательно попросил его отрезать часть тела убитого, чтобы «попробовать плоть врага». Согласно версии Трегубенко, он вырубил топориком часть грудной клетки Степанова с ребром и плотью, после чего сварил ее на костре. Во время последующей трапезы Перевозчиков-Хмурый попробовал бульон, но его стошнило. Ребро Степанова согласно показаниям Трегубенко они сохранили для создания амулета. Кроме этого, на судебном заседании Трегубенко неожиданно поведал суду еще о двух преступлениях, которые не были известны следствию. Первое – это разбойное нападение, которое по версии Трегубенко они совершили неподалеку от подмосковной станции «Кучино». Он утверждал, что жертвой нападения стал молодой человек, которого он по приказу Ольги Большаковой оттащил в лесопосадку, где у него отняли деньги и кнопочный телефон. Второе преступление, по словам обвиняемого, совершила Большакова с ее бывшим сожителем, который тогда жил вместе ней и Трегубенко. Согласно свидетельствам Трегубенко, в тот день Большакова, занимавшаяся распространением наркотиков, вместе со своим бывшим сожителем делала на территории лесного массива Лосиный Остров «закладку», свидетелем чего стала женщина, которую бывший сожитель Большаковой убил. На одном из последних заседаниях суда Трегубенко поведал, что в ближайшее время собирается стать православным и отправить ходатайства в Генпрокуратуру и лично Александру Бастрыкину с просьбой признать сатанизм экстремизмом.
9 апреля 2024 года всех обвиняемых в зависимости от роли каждого признали виновными по статьям об убийстве 3 человек, соучастии в убийстве, покушении на незаконный сбыт наркотических средств и краже, после чего Московский областной суд назначил Андрею Трегубенко уголовное наказание в виде пожизненного лишения свободы, а Александру Перевозчикову-Хмурому и Татьяне Дерюгиной уголовное наказание в виде 15 и 13 лет лишения свободы соответственно.
Настоящее количество жертв Андрея Трегубенко и Ольги Большаковой не известно следствию и стало предметом многочисленных споров. Так как они были арестованы лишь в 2021 году, следствие склонялось к версии того, что в период с 2016  по 2021 год Трегубенко и Большакова могли совершить еще несколько ритуальных убийств.

## Общественное мнение
Комментарий правозащитника и адвоката Александра Карабанова:
Дело в том, что у нас нет в стране формально зарегистрированного движения сатанистов, и, соответственно, запретить его не могут. Люди собираются в неформальные организации и совершают преступления. При их обнаружении их наказывают. Мотивы преступлений могут быть разные. В МВД есть специальный отдел, занимающийся изучением разных неформальных движений. В этом направлении ведется профилактика.
Комментарий преподавателя факультета повышения квалификации судей Российского университета правосудия при Верховном суде РФ, судебного эксперта-религиоведа Игоря Иванишко:
Современные криминологические исследования показывают, что есть несколько причин для вступления в радикальные сектантские группы. Как показывает практика, среди религиозных радикалов и сектантов часть составляют люди с серьезными психическими отклонениями или пограничными расстройствами. Экспертизы часто признают таких лиц невменяемыми, и вместо привлечения к уголовной ответственности суд назначает им принудительное лечение. Другую категорию составляют люди, которые сформировали свои радикальные религиозные принципы и психические установки под воздействием некой сектантской группы и ее религиозного лидера. Такой процесс вовлечения в религиозный культ называется «индоктринация», то есть погружение человека в религиозную доктрину. Под ее воздействием нормальный с виду человек со временем превращается в религиозного фанатика. Отдельную категорию составляют люди, которых никто специально не вербовал в сектантскую группу. Оккультно-эзотерическое мышление развивается у них опосредованно — под воздействием определенных интернет-ресурсов, музыки, видео и литературы, которые есть в открытом доступе. Со временем это мышление может по негативной динамике перейти в сторону радикализации.Материалы уголовных дел показывают, что такие самоучки, которые стали жертвой «сектантского информационного мусора», составляют значительную группу религиозных преступников.
Мнение нейропсихолога Натальи Наумовой:
Как правило, люди начинают заниматься оккультизмом, потому что хотят, чтобы «потусторонние силы оказывали им помощь». Такие люди начинают поклонятся Сатане и увлекаются ритуалами, когда думают, что больше им в этой жизни никто не сможет помочь. При этом у них есть кураторы, или «начальники», которые подсказывают дальнейшие действия и приводят в итоге к жертвоприношениям. В секту попадают люди, которые не умеют мыслить самостоятельно, не верят в себя, не умеют честно зарабатывать деньги. А дальше действуют так, как велят им кураторы, снимая с себя ответственность. Если у человека нет критического мышления, его бывает легко запутать и убедить, что зло — это добро. Со временем такие люди перестают испытывать жалость к другим и решаются на преступление.